# Відклади крейдових порід, відслонених в басейні р. Дністер біля смт Журавно і Старе Село
Ві́дклади кре́йдових порі́д, відсло́нених в басе́йні р. Дністе́р біля смт Жура́вно і Старе́ Село́ — геологічна пам'ятка природи місцевого значення в Україні. Об'єкт природно-заповідного фонду Львівської області. 
Розташована в межах Жидачівського району Львівської області, на північ від Старого Села. 
Площа 4 га. Статус надано 1984 року. Перебуває у віданні Монастирецької сільської ради. 
Статус надано з метою збереження відслонення крейдових порід у вигляді мальовничих скель, частково порослих лісом. 

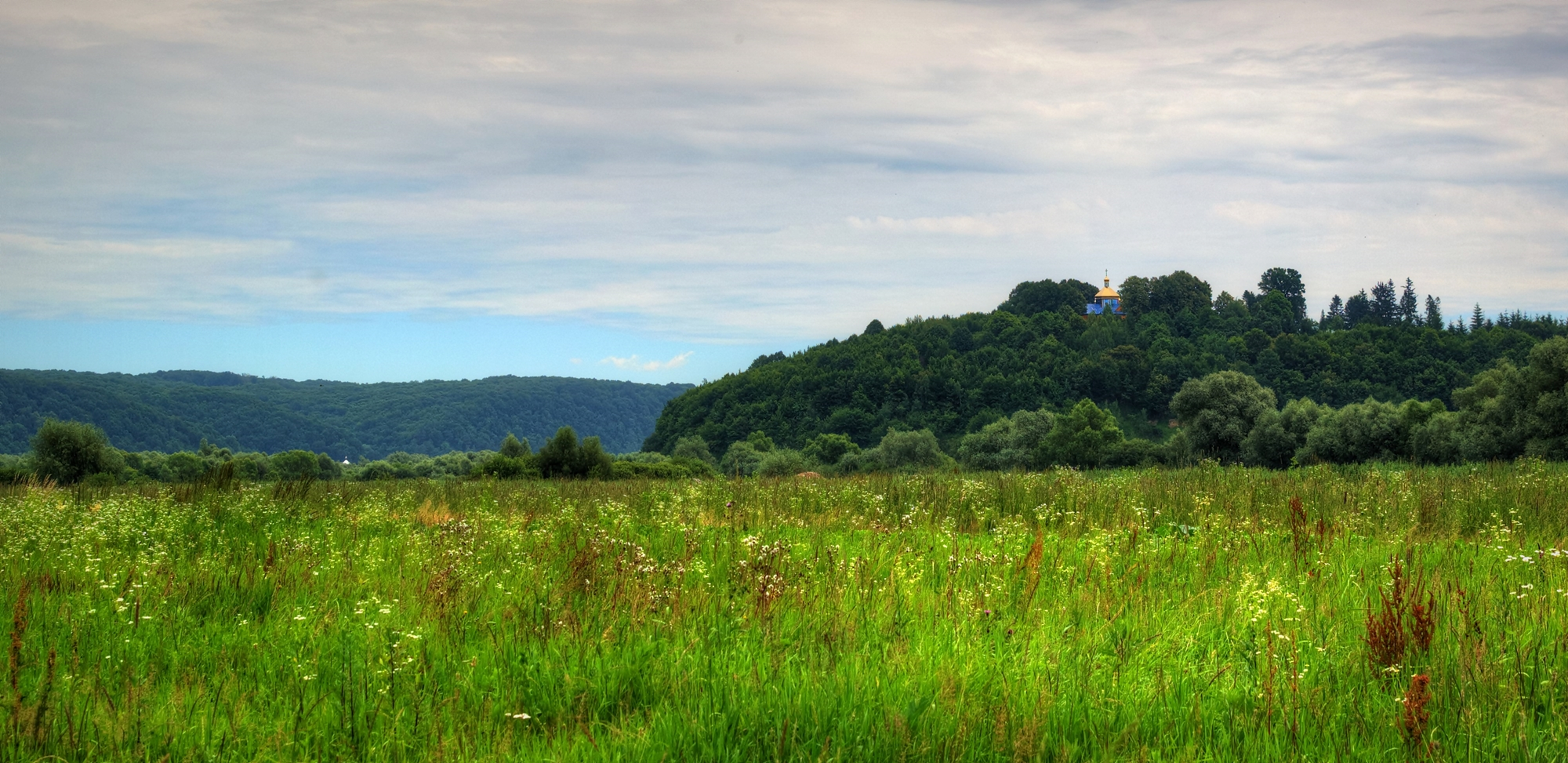
Вигляд на пам'ятку природи з заходу